# Michael Meinicke

Meinicke im März 2006

Michael Meinicke (* 17. März 1948 in Berlin) ist ein deutscher Schriftsteller und Journalist.

## Leben

### Ausbildung und Haft
Der Sohn des kaufmännischen Direktors der DIA Glas/Keramik wuchs in Ost-Berlin auf. Michael Meinicke legte 1966 die Facharbeiterprüfung als Elektromontageschlosser mit Abitur ab. Nach der Scheidung seiner Eltern 1965 lebte er bei seiner Mutter. 1968 begann Michael Meinicke eine Sonderausbildung beim Volkseigenen Außenhandelsbetrieb Elektrotechnik zum Außenhandelskaufmann, die er 1969 abschloss. Michael Meinecke arbeitete 1969 beim „Industrievertrieb Rundfunk und Fernsehen“ im Haus der Elektroindustrie am Berliner Alexanderplatz als Kundenberater. Am 6. Januar 1970 kam er wegen Staatsfeindlicher Hetze, die er im Pankower Lyrikklub verbreitet haben soll, in Untersuchungshaft. 1972 wurde er wegen „staatsfeindlicher“ Gedichte für zwei Jahre inhaftiert. Ein Studium wurde ihm verwehrt. Anschließend arbeitete er an der Deutschen Staatsoper Unter den Linden. Er reiste durch Polen, Ungarn und die Tschechoslowakei und wurde wiederholt kurzzeitig aus politischen Gründen in Haft genommen.

### Flucht und Neuanfang
1978 floh Meinicke im Kofferraum eines Ford nach West-Berlin. Nachdem ihm in der DDR ein Hochschulstudium verwehrt geblieben war, konnte er nun an der FU Berlin studieren und erwarb 1985 den Magisterabschluss in Germanistik, Publizistik und Theaterwissenschaften. Er arbeitete zunächst 1986 als Sprachlehrer für ausländische Kinder. Von 1988 an war Michael Meinicke Mitarbeiter der Karl-Hofer-Gesellschaft und als Hausbesorger u. a. für die Betreuung von Künstlerstipendiaten im ehemaligen Empfangsgebäude des Bahnhofs Berlin-Westend zuständig.
Seit 1991 lebt er als freier Autor und Journalist in dem nordhessischen Dorf Uttershausen, einem Ortsteil von Wabern. Meinicke ist Vater zweier Kinder.

## Literarisches Werk
Bereits im Alter von neun Jahren veröffentlichte Michael Meinicke zahlreiche Geschichten auf Kinderseiten der Tageszeitung Berliner Zeitung sowie in der bekannten Ost-Kinderzeitschrift Die Trommel. 1959 schrieb er einen Aufsatz, der unter dem Titel Friedensfahrt in der Zeitung Freie Welt und in der Wochenillustrierten erschien. Im Rahmen der FDJ-Lyrikbewegung verfasste er 1962/1963 erste Natur- und Liebesgedichte, aber auch Gedichte gegen den Vietnamkrieg. Peter Will führte Michael Meinecke im Lyrikklub Pankow in die Arbeiten von Wolf Biermann ein. Insbesondere die „Drahtharfe“ beeindruckte ihn tief. 1963/1964 verfasste er die Gedichte „Gott sei Dank!“ und „Die Katze fragt den Vogel“, die sich gegen den Mauerbau der DDR vom 13. Januar 1961 richteten, und stellte diese Arbeiten dem „Pankower Lyrikklub“ vor. Am 6. Januar 1970 kam er wegen staatsfeindlicher Hetze in Untersuchungshaft. 1972 wurden sieben seiner Gedichte als „staatsfeindlich“ interpretiert und Michael Meinecke in der Folge von der Staatssicherheit für zwei Jahre inhaftiert.
Seine ersten literarischen Arbeiten sind in der DDR als Samisdat und in West-Berlin in Anthologien kleiner Szeneverlage oder im Selbstverlag publiziert worden. Sein erstes eigenständiges, im West-Berliner KKZR Verlag publiziertes Werk war 1985 die Roman-Erzählung Revolution der Einsamkeit, die zwei Neuauflagen erfahren hat.
Ende 1989 lud er in das ehemalige Empfangsgebäude des Bahnhofs Berlin-Westend zu Ost-West-Begegnungen von Kunstschaffenden ein und begründete damit den sich für einige Monate regelmäßig treffenden Künstlerkreis Westend.
Von 1994 bis 1997 war Meinicke Projektleiter der Umweltbibliothek Berlin e. V. und verfasste bis 1995 auch einige Beiträge für die mit dieser Bibliothek eng verbundene Zeitschrift telegraph.
Zusammen mit dem Kulturkreis in Uttershausen engagierte er sich 2000 an seinem derzeitigen Wohnsitz erfolgreich für die Eröffnung einer Bücherei, die er seitdem auch leitet. Im selben Jahr ist auch sein dem Social Beat verpflichtetes und mit fünf Auflagen bislang erfolgreichstes Werk, der Roman Ostkreuz erschienen.

## Werke

### Prosa & Lyrik
- Revolution der Einsamkeit. Erzählung. KKZR Verlag, Berlin 1985. ISBN 3-924261-11-3

Neuausgaben: drei-ECK-Verlag, Düsseldorf 1987; unter Liebe, Strand und Steine, Notschriften-Verlag, Radebeul 2005. ISBN 3-933753-74-0.
- Berliner Tunnel. Kurzgeschichten. drei-ECK-Verlag, Bochum 1994. ISBN 3-923161-39-5.
- Ostkreuz. Roman. Peter-Segler-Verlag, Freiberg 2000 (5. Aufl. 2007). ISBN 3-931445-68-2.
- Dazwischen das Letzte. Geschichten aus Deutschland. Kurzgeschichten. Rubino-Verlag, Rendel 2001. ISBN 3-934186-08-4.
- Hetze. Prosa & Lyrik. Notschriften-Verlag, Radebeul 2005. ISBN 3-933753-75-9.
- Bonsoir Bon Bon. Satire. BoomBooks, Dresden 2008. ISBN 3-939398-95-0.
- West End / Teil 1. Roman. Dresdner Verlag VUP, Dresden 2009. ISBN 978-3-9812220-4-3.
- Katharsis. Beatlyrik. 48 Seiten. Boombooks, Dresden 2012.[3]
- Mein Leben als Film. epubli, Berlin 2018. E-Book. ISBN 978-3-7467-7170-0.
- Is' doch lächerlich! 22 Briefe an Aljoscha. Dresdner Verlag VUP, Dresden 2019. ISBN 978-3-933109-47-7.

### Sachbücher
- „Junge Autoren“ in der DDR 1975–1980. drei-ECK-Verlag, Düsseldorf 1987 (2. Aufl. 1991). ISBN 3-923161-11-5.
- Junges Theater in der DDR 1968–1990. Zusammen mit Christian Hussel und Ulrich Löchner. drei-ECK-Verlag, Bochum 1996. ISBN 978-3-923161-45-4.

### Hörbücher
- Ostkreuz – progressive Kunst. Auszüge aus dem Roman. Regie: Philipp Baumgarten, Tonstudio Bommelmütze zu Zeitz. Köter Almanach, 2006.
- Geschichten aus Deutschland. Kurzgeschichten. Regie: Philipp Baumgarten, Tonstudio Bommelmütze zu Zeitz. Köter Almanach, 2006.
- Faust und Oberton. Ein Hörspiel oder flachsinniger Lauschernst. Regie: Thomas Kirsche. Kirschproduktion, Leipzig 2007.

## Auszeichnungen
- 1983 Einladung zu den Surwolder Literaturgesprächen mit Kai Engelke
- 1986 Bertelsmann-Stipendium für Sachbuchautoren in Straelen
- 1994 Stipendium im Baltic Centre for Writers and Translators in Visby, Schweden
- 1994 Stipendium Künstlerhaus Lukas in Ahrenshoop
- 1997 Zwickauer Literaturpreis
- 1998 Stipendium des International Writers Centre in Rhodos, Griechenland
- 2000 Stipendium der Seewald-Stiftung in Ronco sopra Ascona, Schweiz
- 2000 Werkstipendium des Hessischen Ministeriums für Kunst
- 2001 Stipendium Denkmalschmiede Höfgen bei Grimma
- 2002 Stipendium Künstlerwohnung Soltau
- 2003 und 2006 Moldaustipendium für das Egon Schiele Art Centrum in Český Krumlov, Tschechien
- 2007 Werkstipendium des Landes Hessen